# Légtérzár az Eyjafjallajökull vulkán 2010-es kitörése után

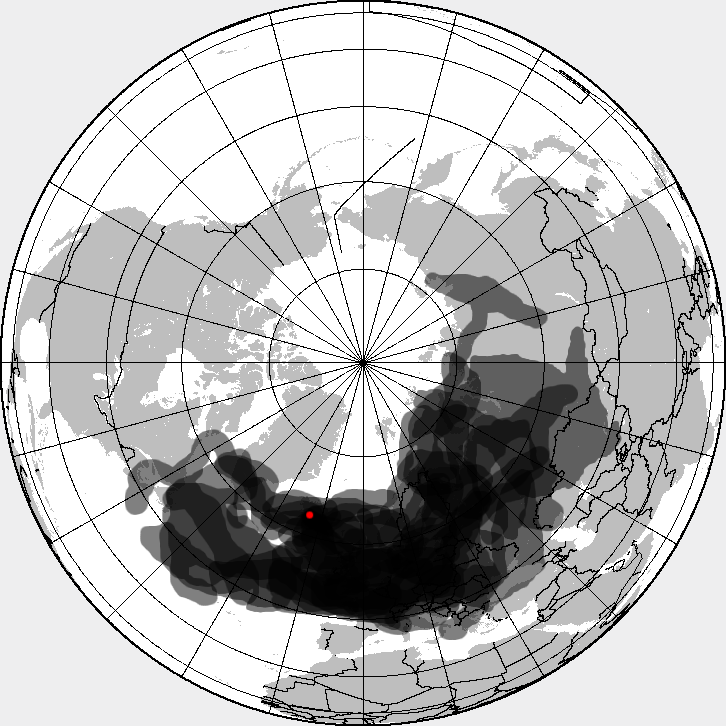
A vulkánkitörés után, 2010. április 14–25. között kialakult hamufelhő kompozit képe, az angol meteorológiai szolgálat (Met Office) szakosított részlege, a London Volcanic Ash Advisory Centre adatai alapján

Az izlandi Eyjafjallajökull vulkán másodjára tört ki 2010. április 14-én, és nagy mennyiségű vulkáni hamut juttatott a légtérbe Európa északi része felett. Mivel a kilövellt vulkáni hamu képes a repülőgépek hajtóműveinek eltömítésére vagy megrongálására, Európa-szerte légtérzárat rendeltek el, amely a második világháború óta a legnagyobb leállást jelentette az európai légi közlekedésben. Több millió utas rekedt a reptereken, nemcsak Európában, hanem a világ más országaiban is, ahol nem engedélyezték az Európába tartó járatok felszállását.
Az Eyjafjallajökull kitörése után 2010. április 15. és 23. között rendelték el az első légtérzárat Európában. Április 23-a után a hamufelhő mozgásának megfelelően csak időszakosan és csak bizonyos országokban rendeltek el korlátozásokat vagy légtérzárat. Írország, Észak-Írország és Skócia felett május 4-5-én is légtérzárat kellett elrendelni, míg Spanyolország, Portugália, Olaszország északi része, Ausztria és Németország déli része felett május 9-én lépett ismét életbe a légtérzár.  Május 16-án lezárták Írország és az Egyesült Királyság feletti légteret, de május 17-én ismét megnyitották.
A Nemzetközi Légiszállítási Szövetség (IATA) becslése szerint átlagosan naponta 130 millió angol font (148 millió euro, átszámítva 39,1 milliárd forint) volt a légitársaságok vesztesége a légtérzár minden egyes napján, míg az összes veszteség az IATA becslése szerint elérte az 1,7 milliárd amerikai dollárt (1,1 milliárd font, 1,3 milliárd euró). Ezen felül a repülőterek vesztesége (elmaradt utasforgalom és üzemelési díjak miatt) elérte a 80 millió fontot.
A légtérzár hat napja alatt összesen 95 000 kereskedelmi légijáratot kellett törölni, bár további becslések 107 000-re tették a törölt járatok számát. Ez a világ kereskedelmi légiforgalma mintegy 48%-ának kiesését jelentette, és összesen 10 millió légiutast érintett.

## Háttér

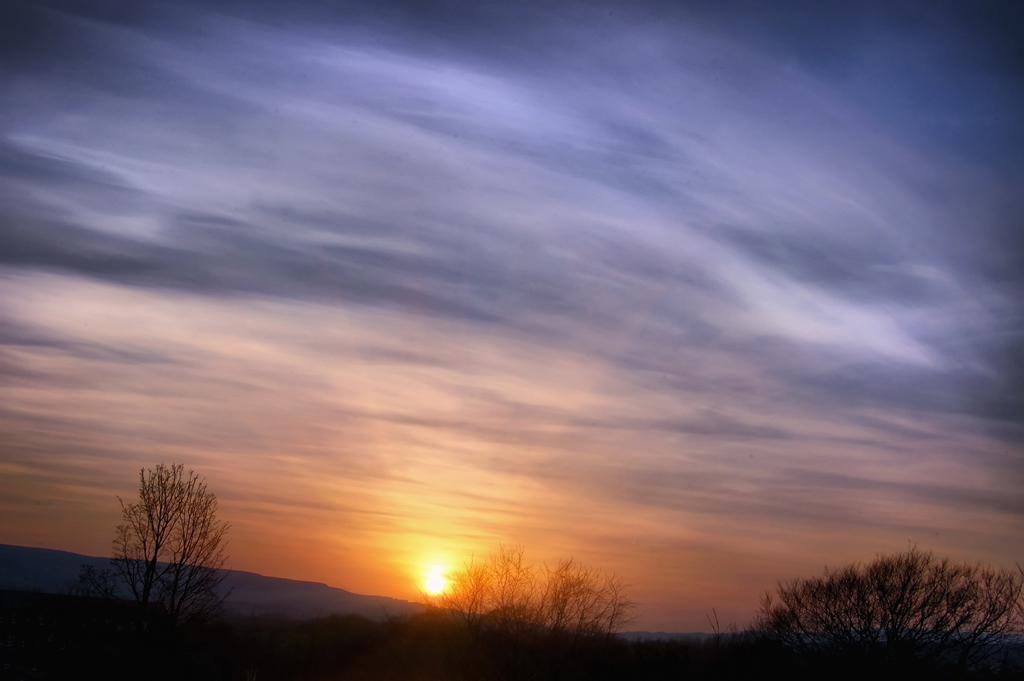
A levegőben lebegő hamurészecskék szétszórják a lenyugvó nap fényét és látványos légköri jelenségeket okoznak, mint ezt a vulkanikus levendulát, amelyet az angliai Leeds-Bradford repülőtér közelében fényképeztek le 2010. április 16-án

Az izlandi Eyjafjallajökull vulkán 2010-es kitörése után az angol meteorológiai szolgálat (Met Office) szakosított szervezete, a londoni székhelyű Volcanic Ash Advisory Centre (VAAC) adott tanácsokat az egyes európai országok légiközlekedési felügyeleteinek a vulkáni eredetű hamufelhővel kapcsolatban. Az ún. Volcanic Ash Advisories (VAA) alapján az egyes országok hatóságai döntöttek a légtérzár elrendeléséről vagy feloldásáról. Például április 16-án az Európa felett szokásos 28 000 légijáratból 16 000-et töröltek. Április 21-ére a törölt járatok száma meghaladta a 95 000-et.
Ezt megelőzően a polgári repülést érintő legjelentősebb légtérzárat az Egyesült Államok hatóságai rendelték el a 2001. szeptember 11-ei terrortámadások után, de az csak 3 napig tartott.
Bill McGuire amerikai vulkanológus (az Aon Benfield UCL Hazard Research Centre munkatársa) április 15-én kifejtette ezzel kapcsolatban, hogy 1783-ban került sor az egyik legnagyszabásúbb vulkánkitörésre Izlandon - a Laki vulkánkitörése akkoriban éhínséget okozott Egyiptomban, és ha ma történt volna, akkor Európa felett akár hat hónapra is le kellett volna zárni a légteret. Az Eyjafjallajökull vulkán utoljára 1821-ben tört ki, és több mint egy évig eregetett hamufelhőket.

## A levegőben lévő részecskék hatása a repülőgépek hajtóművére
1982-ben a British Airways járata repült keresztül Indonézia felett a Galunggung vulkán felett. A vulkáni hamu hatására a repülőgép mind a négy hajtóműve leállt, bár a pilótának sikerült minden hajtóművet újraindítani és kényszerleszállást végrehajtani. Ezt követően a kereskedelmi repülőjáratok frissítették eljárásaikat a vulkáni hamufelhő okozta problémákra vonatkozóan.
A légtérzárat megelőzően az izlandi hatóságok már hetekkel korábban figyelmeztették az európai légitársaságokat, hogy határozzák meg: a levegőben lebegő hamurészecskék mely koncentrációja jelent problémát az általuk üzemeltetett repülőgéptípusok hajtóműveinek. Azonban a 2010 áprilisi kitöréseket megelőzően sem a légitársaságok, sem a hajtóműveket gyártó cégek nem határoztak meg pontos irányelveket erre vonatkozóan. Az egyes országok légiközlekedési felügyeletei azt a megközelítést választották, hogy ha a levegőben a hamu sűrűsége nulla fölé emelkedik, akkor légtérzárat kell elrendelni.
Az áprilisi kitörések, a rákövetkező légtérzár, a közlekedési káosz és a légitársaságokat ért veszteségek végre rákényszerítették a repülőgépeket gyártó cégeket, hogy meghatározzák azt a hamumennyiséget, amely még nem okoz problémákat a hajtóműveknek. Április 21-én a Polgári Repülési Hatóság (Civil Aviation Authority, CAA) új irányelveket határozott meg, amely szerint a modern repülőgépek biztonságosan még üzemeltethetők, ha a levegőben lévő hamu mennyisége köbméterenként 200 és 2000 mikrogramm között marad. A megfelelő karbantartási és biztonsági előírások mellett ekkora terhelést biztonságosan elbírnak a hajtóművek.
Május 18-án a CAA tovább emelte a tűréshatárt, és már 4 milligramm/m3 hamusűrűséget is elfogadhatónak tartott. Ott azonban, ahol a hamu sűrűsége meghaladja ezt a határt, már tilos a repülés.

## Légtérzárak

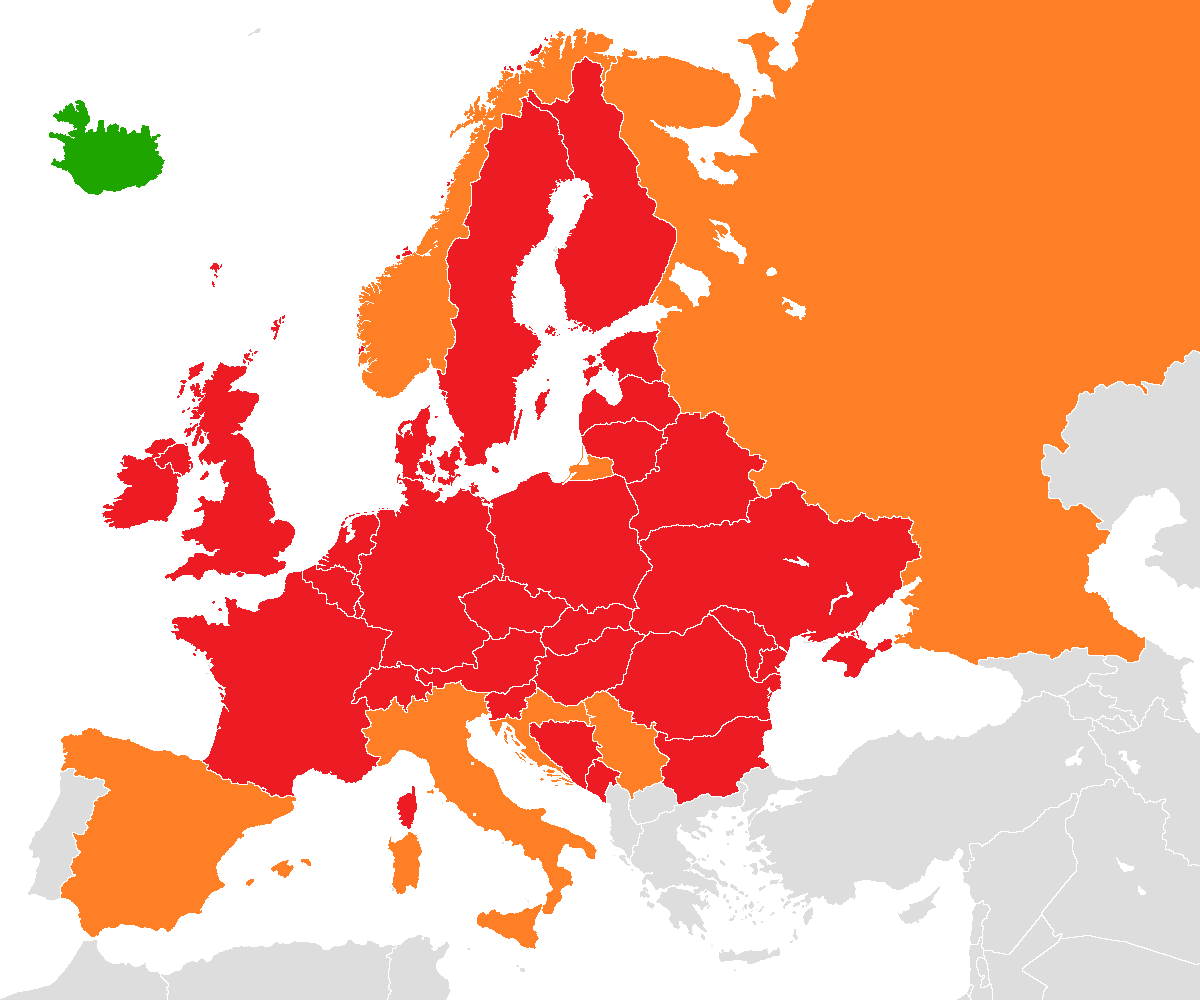
A teljesen (piros) vagy részben (narancs) lezárt légtér 2010. április 18-án

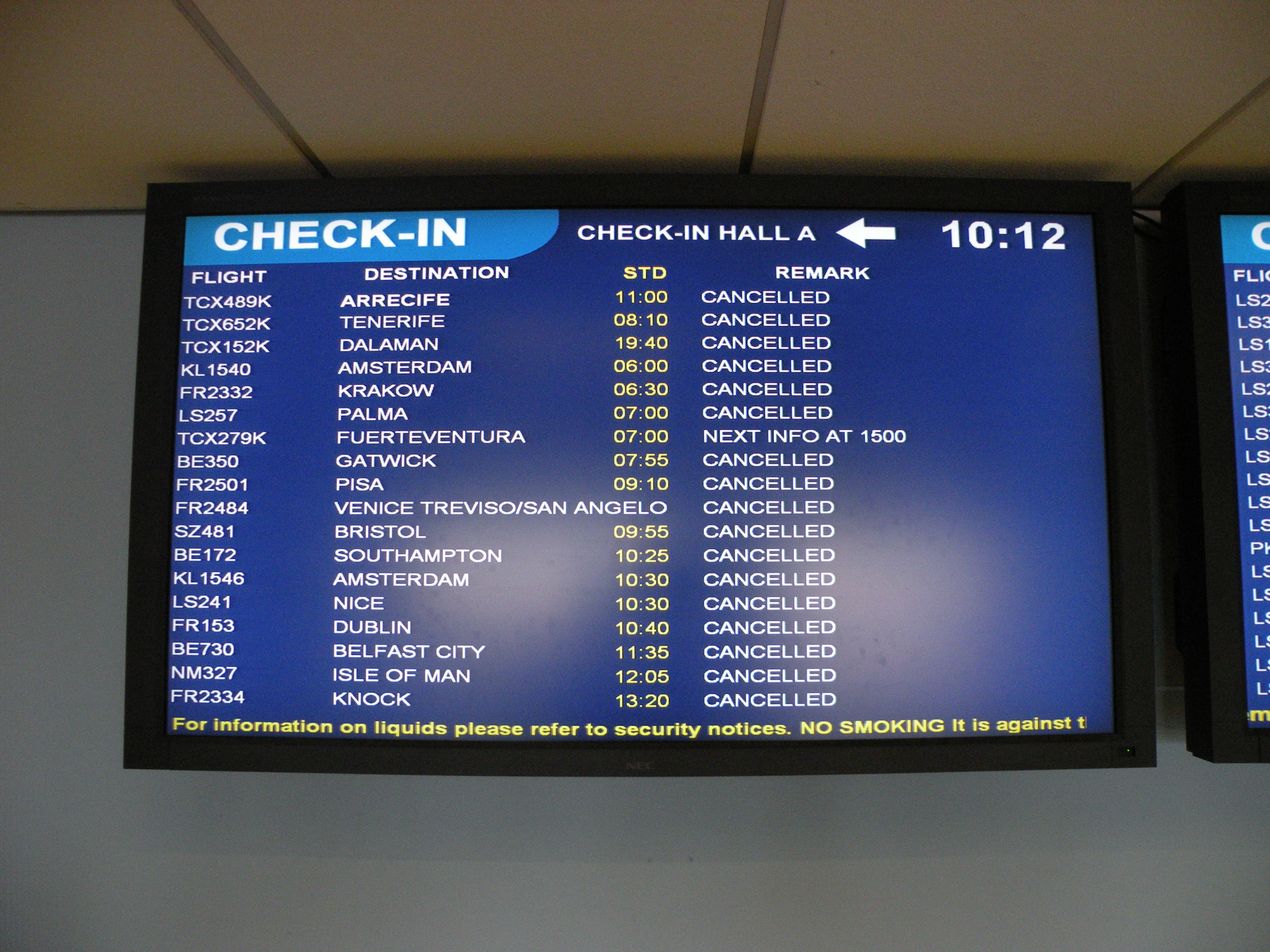
Törölt járatok az angliai Leeds Bradford nemzetközi repülőtéren

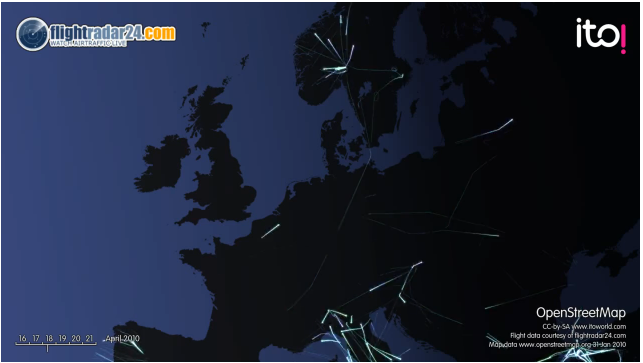
Április 18-án reggel az Oslo-ból induló, illetve Olaszország felett haladó járatokat megnyitották

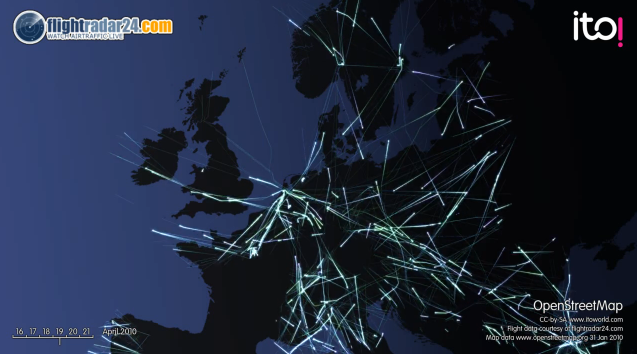
2010. április 19-ére Európa nagy része felett megnyitották a légteret (Franciaország vonatkozásában nem áll rendelkezésre információ

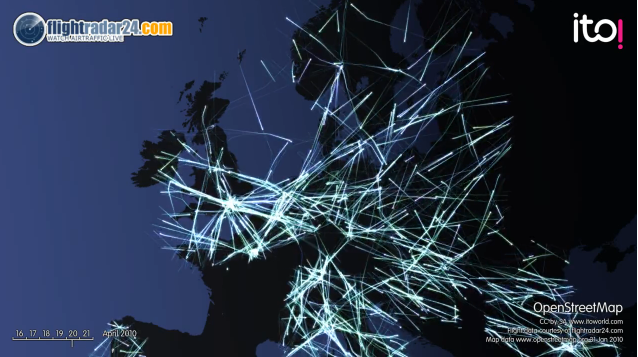
Április 20-ára lényegében normalizálódott a helyzet

A nemzetközi egyezmények értelmében a menetrend szerinti utasszállító járatok "műszeres körülmények között" repülnek (angolul under the instrument flight rules), ami kötelezővé teszi, hogy a felszállás előtt a repülőgép engedélyt kapjon a légiirányítástól. Április 14-étől kezdve az Európa feletti felügyelt légteret lezárták, ami azt jelentette, hogy a repülőgépek nem kapták meg az IFR engedélyt. Ugyanebben az időszakban az Izland feletti légteret nem kellett lezárni, mert az uralkodó szelek nem arra fújták a hamut (bár április 23-án a széljárás megváltozása Izland fő repülőterének lezárásához vezetett).

### Légtérzárak országonként
| Ország              | Légtérzár elrendelés (ideje, érintett repterek)                                                                                     | Feloldás                            |
| ------------------- | --- | ----------------------------------- |
| Ausztria            | 2010. április 16., 18:00 : Bécs, Linz, Salzburg, Innsbruck 2010. április 16., 21:00 : Graz, Klagenfurt                              | Feloldva: 2010. április 19., 06:00  |
| Belgium             | 2010. április 15., 14:30 : Országos légtérzár                                                                                       | Feloldva: 2010. április 20., 08:00  |
| Bosznia-Hercegovina | 2010. április 18., 07:00 : Országos légtérzár                                                                                       | Feloldva: 2010. április 18., 24:00  |
| Bulgária            | 2010. április 18. : Országos légtérzár                                                                                              | Feloldva: 2010. április 19., 00:00  |
| Csehország          | 2010. április 16., 12:00 : Országos légtérzár                                                                                       | Feloldva: 2010. április 21.         |
| Dánia               | 2010. április 15., 16:00 : Országos légtérzár                                                                                       | 2010. április 21., 02:00-n feloldva |
| Egyesült Királyság  | 2010. április 15., 04:00 : Skócia 2010. április 17., 01:00 : Országos légtérzár                                                     | Feloldva: 2010. május 17. 07:00.    |
| Észtország          | 2010. április 15.: Országos légtérzár                                                                                               | Feloldva: 2010. április 20.         |
| Fehéroroszország    | 2010. április 17.: Országos légtérzár                                                                                               | (nincs információ)                  |
| Finnország          | 2010. április 16., 00:00 : Országos légtérzár                                                                                       | Feloldva: 2010. április 23.         |
| Franciaország       | 2010. április 15., 23:00 : Észak-Franciaország, Párizs 2010. április 17.: Országos légtérzár, kivéve: Pau, Toulouse                 | Feloldva: 2010. április 20., 08:00  |
| Hollandia           | 2010. április 15., 17:00 : Országos légtérzár                                                                                       | Feloldva: 2010. április 20.         |
| Horvátország        | 2010. április 17., 02:00 : Zágráb 2010. április 18., 8:00 : Póla, Fiume, Zára, Lošinj                                               | Feloldva: 2010. április 18., 15:00  |
| Írország            | 2010. április 15., 06:00 : Országos légtérzár                                                                                       | Feloldva: 2010. május 5.            |
| Izland              | | nincsen légtérzár                   |
| Koszovó             | 2010. április 18., 00:00 : Országos légtérzár                                                                                       | Feloldva: 2010. április 18., 14:00  |
| Lengyelország       | 2010. április 15., 18:00 : Országos légtérzár                                                                                       | Feloldva: 2010. április 21.         |
| Litvánia            | 2010. április 15., 21:00 : Országos légtérzár                                                                                       | Feloldva: 2010. április 19.         |
| Luxemburg           | 2010. április 16.: Országos légtérzár                                                                                               | Feloldva: 2010. április 20., 10:00  |
| Magyarország        | 2010. április 16., 17:00 : Országos légtérzár                                                                                       | Feloldva: 2010. április 19., 12:00  |
| Montenegró          | 2010. április 17., 14:00 : Országos légtérzár                                                                                       | Feloldva: 2010. április 19.         |
| Németország         | 2010. április 16.: Országos légtérzár                                                                                               | Feloldva: 2010. április 19., 18:00  |
| Norvégia            | 2010. április 14.: Országos légtérzár                                                                                               | Feloldva: 2010. április 23.         |
| Olaszország         | 2010. április 17., 06:00 : Észak-Olaszország                                                                                        | Feloldva: 2010. április 20., 08:00  |
| Oroszország         | (nincs információ): Moszkva, Szentpétervár, Nyugat-Oroszország                                                                      | nincsen légtérzár                   |
| Szerbia             | 2010. április 17., 14:00 : Országos légtérzár                                                                                       | Feloldva: 2010. április 18., 18:00  |
| Románia             | 2010. április 17., 00:00 : Nagyvárad, Szatmárnémeti, Nagybánya, Kolozsvár, Nagyszeben, Temesvár 2010. április 17., 18:00 : Bukarest | Feloldva: 2010. április 19., 15:00  |
| Szlovákia           | 2010. április 16., 15:00 : Országos légtérzár                                                                                       | Feloldva: 2010. április 19., 14:00  |
| Szlovénia           | 2010. április 16., 00:00 : Országos légtérzár                                                                                       | Feloldva: 2010. április 19., 01:00  |
| Spanyolország       | 2010. április 17., 20:00-tól folyamatosan: Észak-Spanyolország (Barcelona)                                                          | nincsen légtérzár                   |
| Svédország          | 2010. április 15., 20:00 : Országos légtérzár                                                                                       | Feloldva: 2010. április 23.         |
| Svájc               | 2010. április 16., 21:59 : Országos légtérzár                                                                                       | Feloldva: 2010. április 20., 08:30  |
| Ukrajna             | 2010. április 17., 00:00 : Országos légtérzár (kivéve Kijev)                                                                        | Feloldva: 2010. április 19-én.      |

## Katonai repülés
A katonai repülést a polgári légtérzár nem érintette, egyes katonai repülőgépek a hajtómű meghibásodását észlelték, de egy repülőgép sem zuhant le.
Április 15-én a Finn Légierő öt F-18 típusú vadászrepülőgépe belerepült a hamufelhőbe Finnország északi része felett. A leszállás után három repülőgép hajtóművében vulkáni eredetű hamut találtak, egy hajtóművet pedig komolyan megrongáltak a megolvadt üvegrészecskék. A repülőgépek hajtóművét kiszerelték és felújításra küldték, és minden kiképzési vagy gyakorlási célú repülést felfüggesztettek. Közben a finnek egyik, speciálisan felszerelt BAE Hawk kiképző-repülőgépe belerepült a hamufelhőbe, hogy annak sűrűségét vizsgálja. Az utólagos vizsgálatok azt mutatták ki, hogy az F-18-asok hajtóművét olyan károsodások érték, hogy a hajtómű akár meg is semmisülhetett volna.
Április 19-én a NATO is bejelentette, hogy olvadt üveget találtak legalább egy F-16 típusú vadászrepülőgép hajtóművében, amelyik kapcsolatba került a hamufelhővel, ennek hatására a NATO is leállította a nem létfontosságú repüléseket. Az Egyesült Királyságban is korlátozták a katonai repülést, többek között az afganisztáni háború sebesültjeit visszaszállító járatokat. Április 23-án a kiképző célú repüléseket is felfüggesztették Nagy-Britannia felett.

## A légtérzár hatásai
A légtérzár közvetlen következményei mellett számos közvetett hatása is volt a repülőjáratok törlésének.
Az Európai Unió döntést hozott arról, hogy felgyorsítja a nemzeti légtérfelügyeletek integrálásának folyamatát és Single European Sky néven közösségi légtérirányító szervezetet alakítanak ki. Emellett létrehoztak egy európai szintű válságkezelő csoportot a hasonló jövőbeni események kezelésére.
A légtérzár következtében számos politikai, kulturális és sporteseményt kellett elnapolni, mivel a résztvevők nem jutottak el az esemény helyszínére. Erre egyik példa Lech Kaczyński lengyel miniszterelnök temetése volt április 18-án Krakkóban, ahová a nemzetközi vendégek fele, többek között Barack Obama amerikai elnök, Angela Merkel német kancellár, José Luis Rodríguez Zapatero spanyol miniszterelnök, és Nicolas Sarkozy francia elnök sem tudott eljutni.
A légitársaságokat érintő közvetlen veszteségek mellett feltehetően jelentős veszteség érte az európai országok gazdaságát, mivel turisztikai bevételtől estek el. Azonban a pozitív oldalon szerepel, hogy a több mint 95 000 törölt járat következtében kb. 1,3-2,8 millió tonnával kevesebb szén-dioxid került a légtérbe.

## Hamufelhő-térképek
Az alábbi képek mutatják be a hamufelhő terjedését és mozgását.

A hamufelhő Európa északi része felett április 15-én, 18.00 órakor.
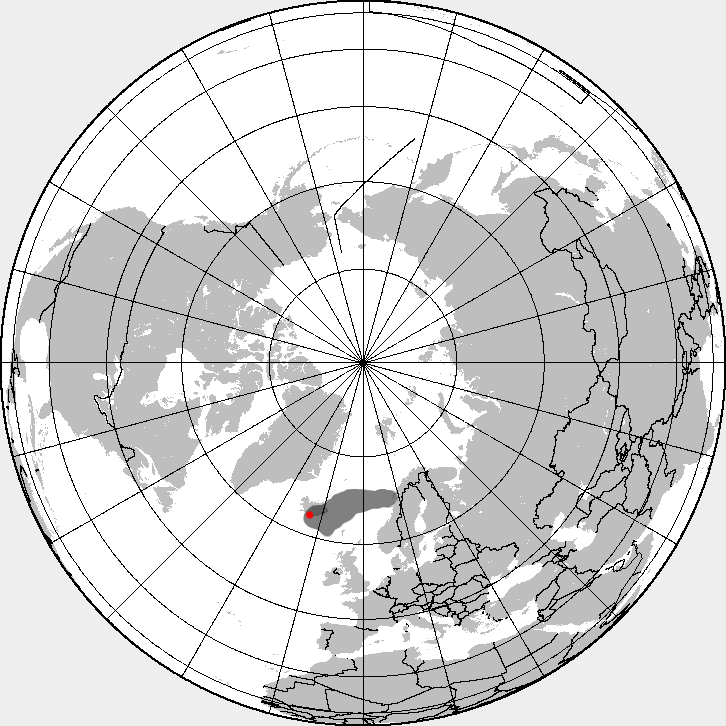
Április 14.
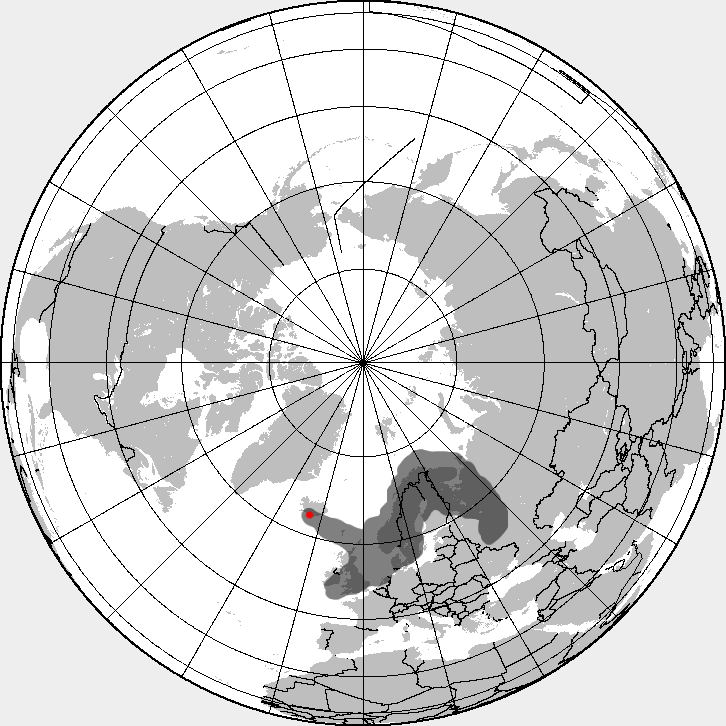
Április 15.
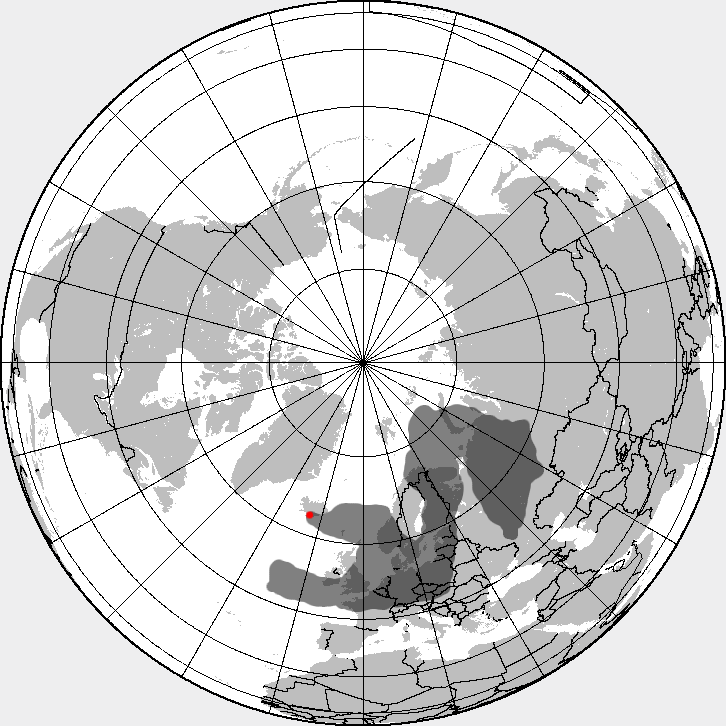
Április 16.
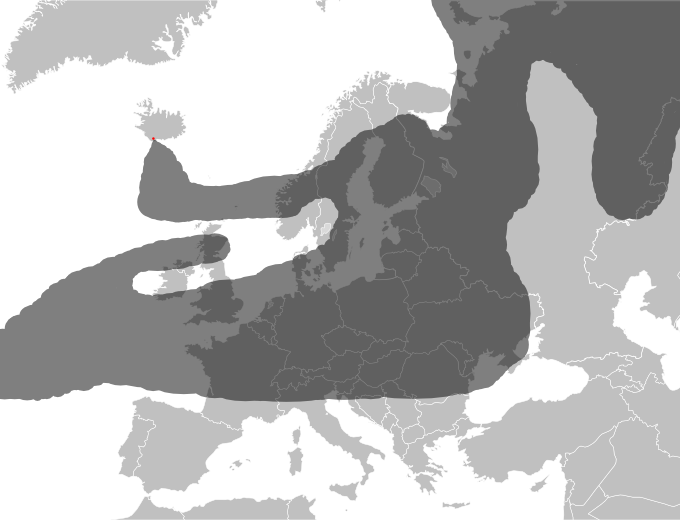
Április 17.
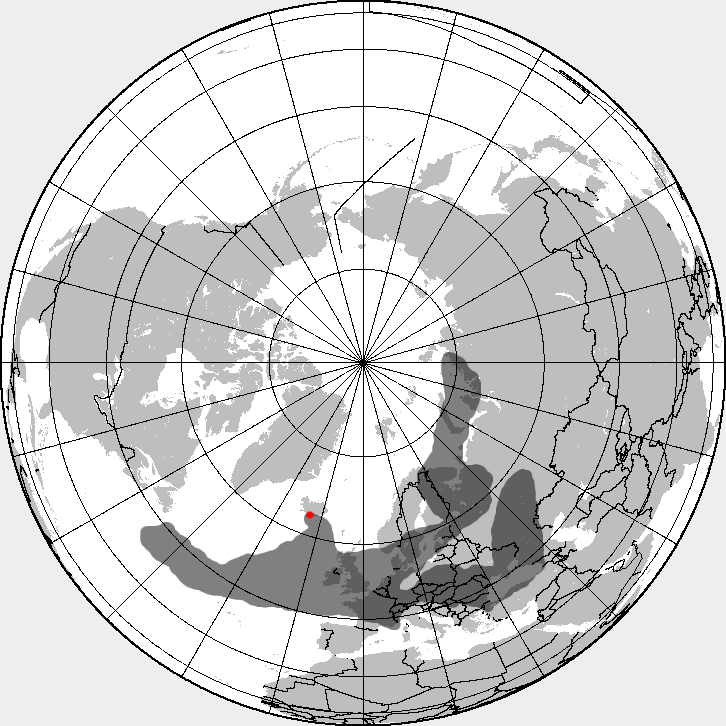
Április 18.
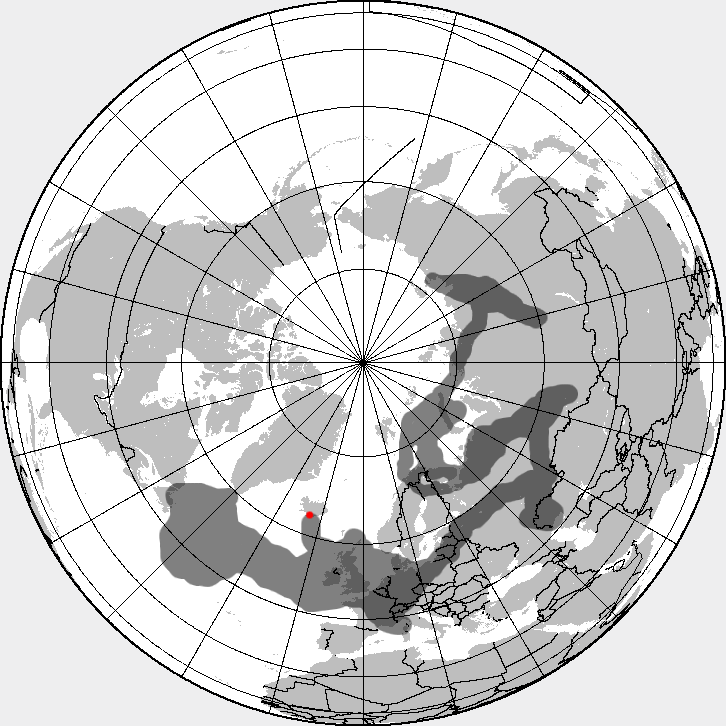
Április 19.
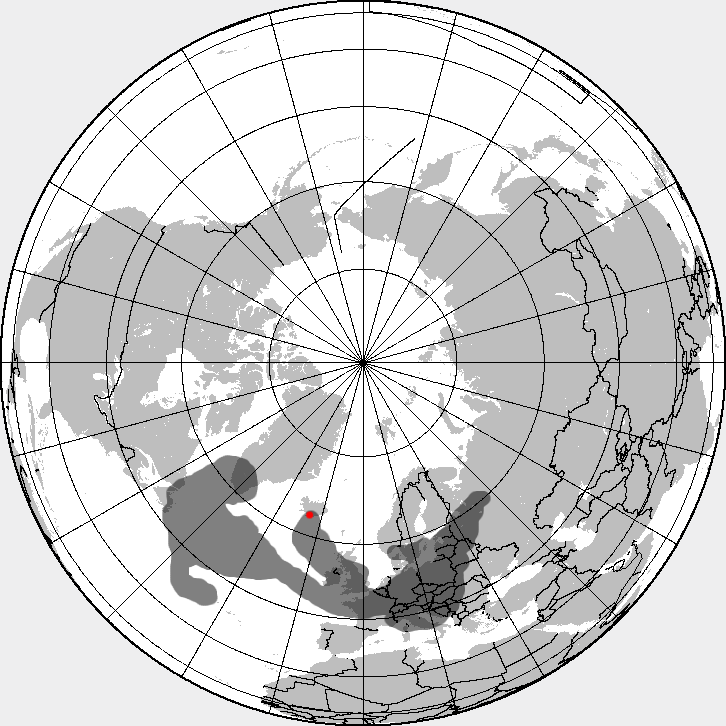
Április 20.
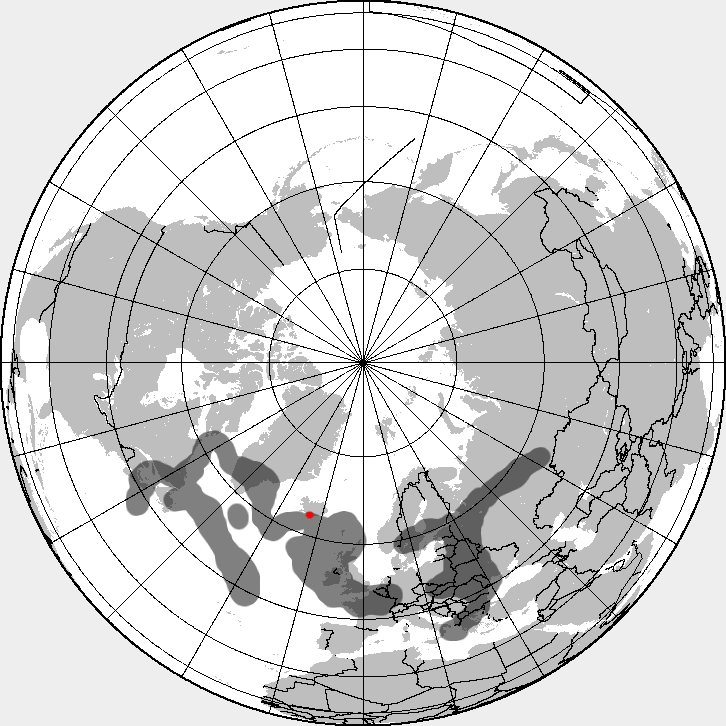
Április 21.
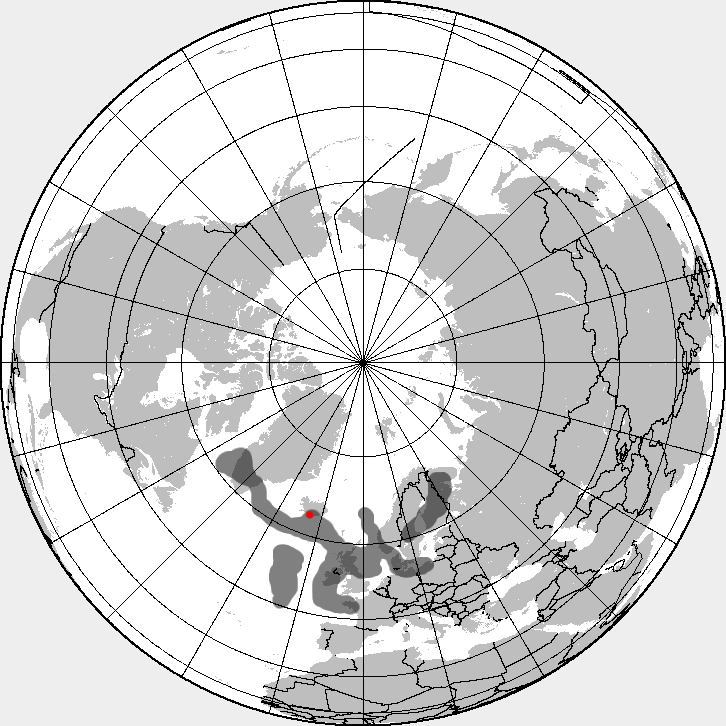
Április 22.
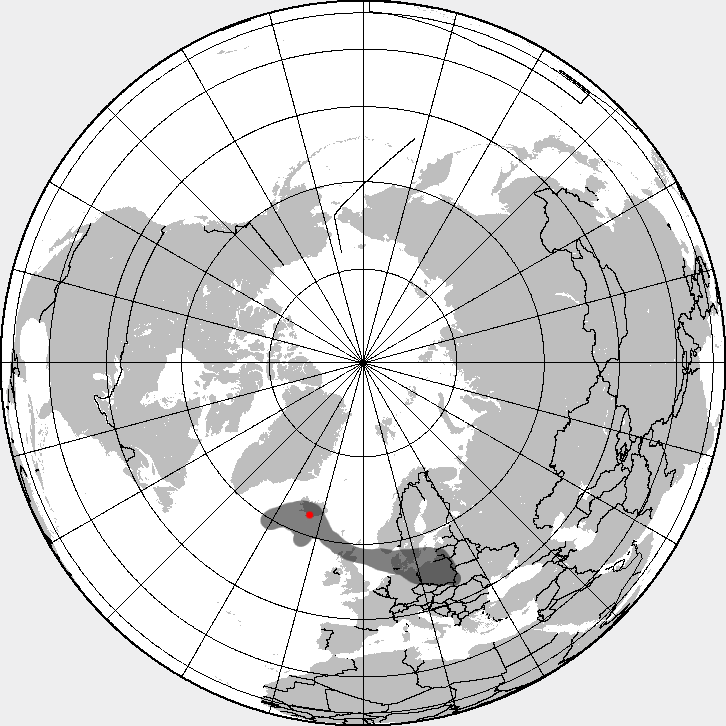
Április 23.
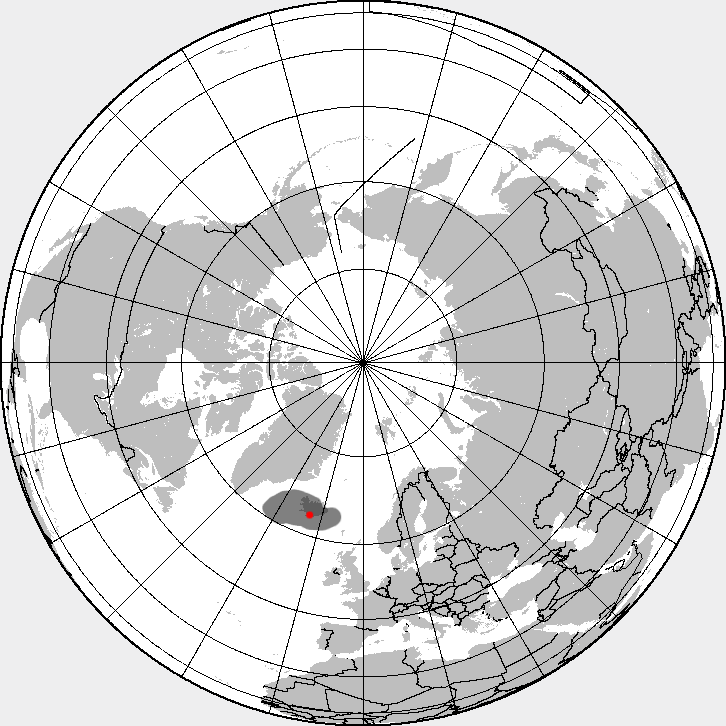
Április 24.
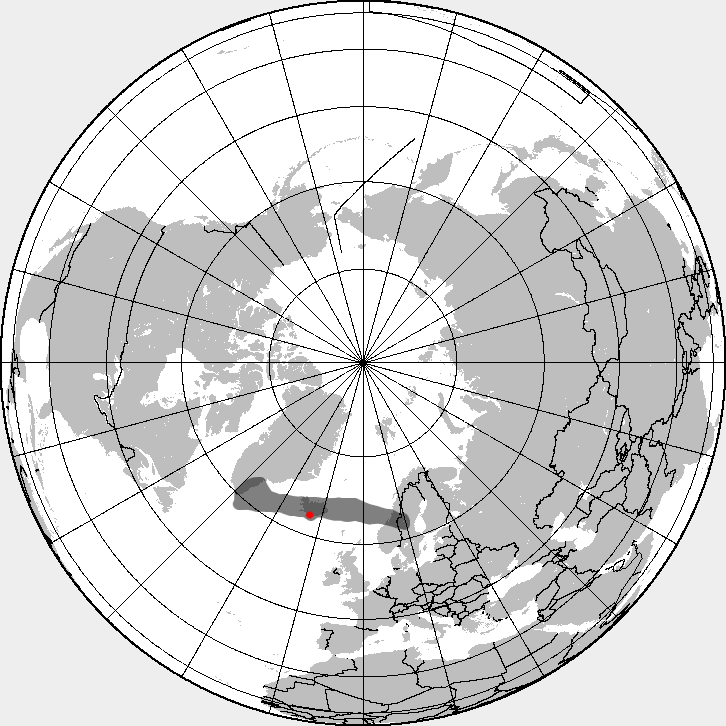
Április 25.
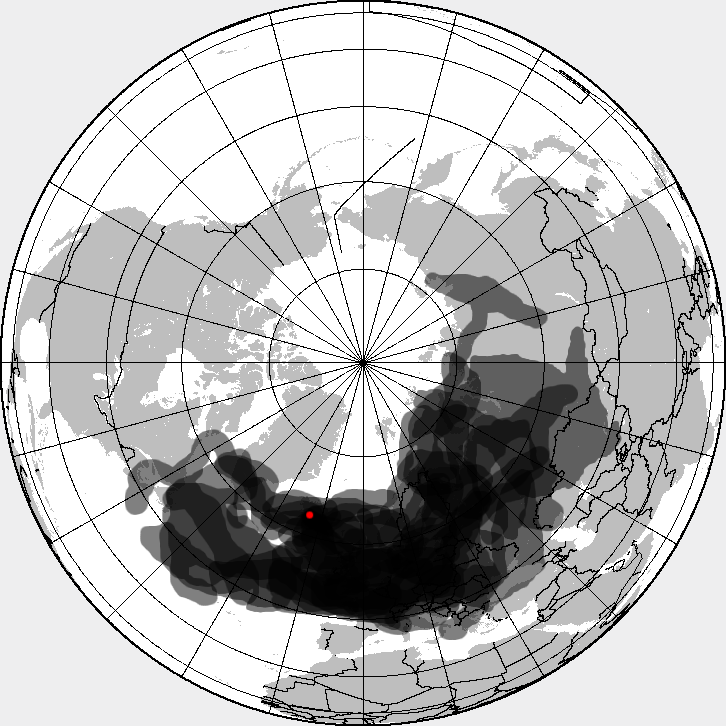
Az április 14 - 25. közötti helyzetet ábrázoló kompozit térkép

## Fordítás
- Ez a szócikk részben vagy egészben  az   Air travel disruption after the 2010 Eyjafjallajökull eruption című angol Wikipédia-szócikk fordításán alapul.  Az eredeti cikk szerkesztőit annak laptörténete sorolja fel. Ez a jelzés csupán a megfogalmazás eredetét és a szerzői jogokat jelzi, nem szolgál a cikkben szereplő információk forrásmegjelöléseként.